# 克孜尔千佛洞
克孜尔千佛洞（維吾爾語：قىزىل مىڭئۆي‎，拉丁维文：Qizil Ming Öy），又称克孜尔石窟或赫色尔石窟，中国佛教石窟，1961年公布的第一批全国重点文物保护单位之一，位于新疆拜城县克孜尔镇东南7千米明屋塔格山的悬崖上，南面是木扎特河河谷。现存编号石窟共有236窟，大部分塑像都已被毁，还有81窟存有精美壁画，为古代龟兹国的文化遗存。一部份的壁畫被考古隊盜運往歐洲，如德國的柏林民族博物館。

## 简介

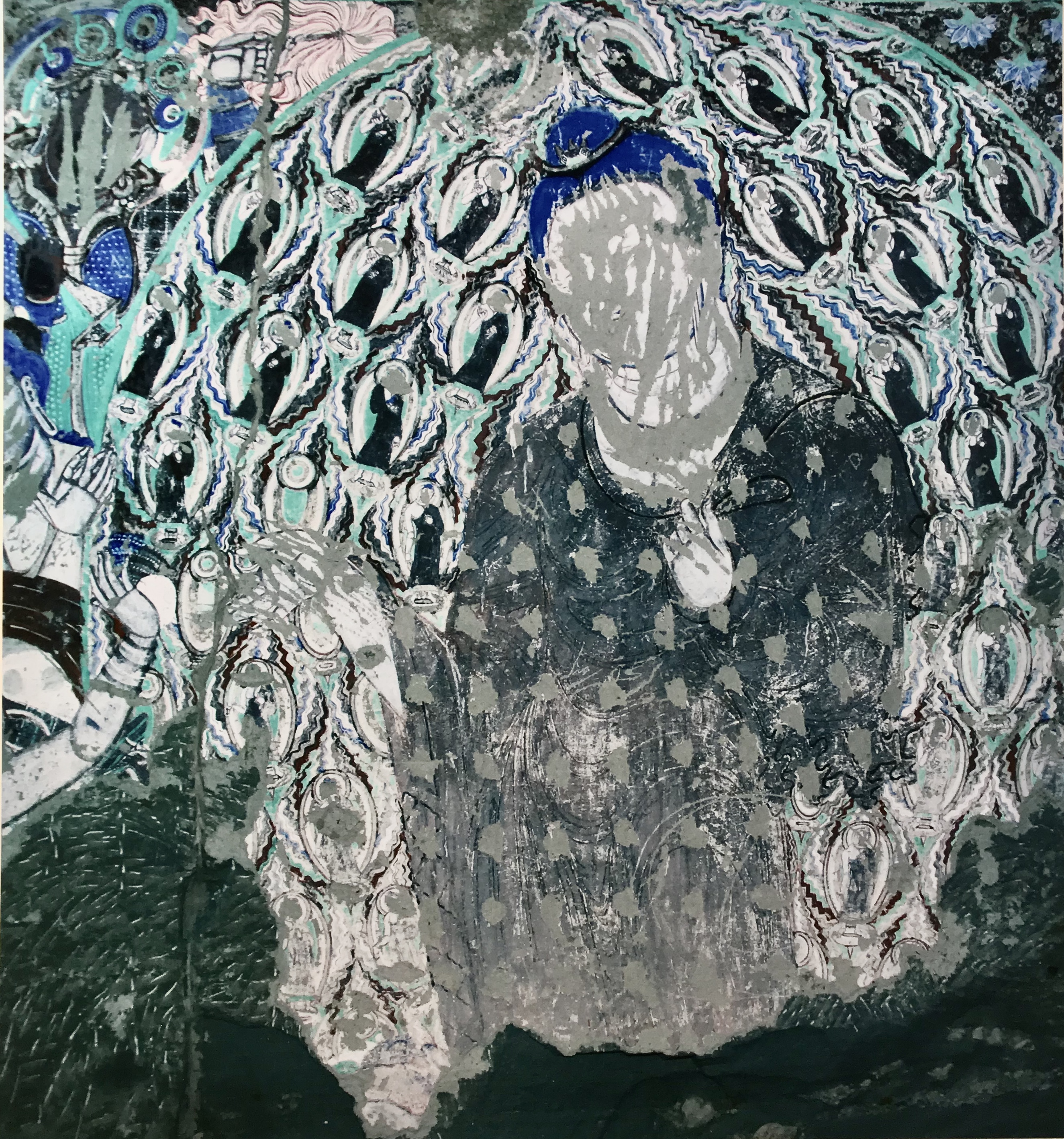
克孜尔123窟 化现千佛的神变像

克孜尔石窟位于拜城县克孜尔乡东南七公里木扎提河北岸却勒塔格山对面的断崖上。克孜尔是维吾尔语“红色”的意思。大概是因为却勒塔格山色赭红，在朝晖夕阳的映衬下犹如胭脂，与河水相映成趣而得名。石窟总体走向呈东西向，绵延约三公里。洞窟分为四个区域：谷西、谷内、谷东和后山。1953年正式编号的洞窟是235个，1973年新发现一个洞窟，编为新1窟。因加固克孜尔石窟岩体修缮工程的需要，于1989年清理出10个被沙土掩埋的洞窟，1990年又清理出23个洞窟。现总共有编号洞窟269个。尚有一批未编号洞窟和埋藏于地下的洞窟，洞窟总数近400个。克孜尔石窟是龟兹石窟中规模最大，保存壁画面积最多的一处石窟群，是龟兹石窟的典型代表。1961年，克孜尔石窟被列为全国重点文物保护单位；2014年，克孜尔石窟被列为世界文化遗产名录。

## 历史与发展
克孜尔石窟大约建于公元3世纪，止于公元8~9世纪，是中国开凿最早的大型石窟群。在历史沧桑中，克孜尔石窟遭到自然和人为的破坏，残存雕塑已是凤毛麟角，新1窟内的泥塑彩绘涅槃佛像是目前新疆境内唯一的一躯。而数量最多、保存较好的壁画则成为克孜尔石窟最珍贵的遗存。壁画题材主要是与释迦牟尼有关的种种事迹，包括本生故事、因缘故事和佛传故事等。本生故事和因缘故事分别多达一百多种，佛传故事也有六十多种。因此，克孜尔石窟被誉为“故事的海洋”。此外，天相图、天宫伎乐、飞天和供养人等都是克孜尔石窟壁画中有特色的艺术品。
克孜尔石窟的壁画历经不同时期的重修重绘，在某些窟室的墙壁上明显保留着二次或三次绘画的痕迹。壁画遗存内容大致分四个时期,即初创期、发展期、繁荣期和衰落期。
公元3世纪末至4 世纪中，是克孜尔石窟艺术的初创期。该时期相关洞窟有18、92、77、47、48、117号窟。这时期洞窟形制以方形窟为主，顶部形式多样，有横券式、纵券式和覆斗式。后期出现了大像窟，开凿大像窟和塑造大型立佛，是龟兹佛教的一大特点。克孜尔第47窟主室高16.5米，它是龟兹石窟中规模最大的一个洞窟，其时代在公元4世纪中期，是目前世界上开凿最早的大像窟。这个时期壁画中人物形象具有明显的外来风格，尤其是受到了犍陀罗造型艺术的影响。虽然犍陀罗艺术主要是雕塑，但其艺术特征在龟兹壁画上也得到反映。以克孜尔壁画中的天人形象与犍陀罗3世纪的菩萨雕像相比，有许多相近之处。如人物头部略长，五官舒展，卷发披于肩上，耳朵较长，嘴上留小髭，形体短壮，尤其是腿部较短。这时期的绘画用色偏暖，多用淡黄、红、赭石和灰色，每种颜色有多层次的浓淡变化。人体肌肉部分运用不夸张的晕染，有的近似平涂。在题材内容方面：龟兹佛教一开始就遵循小乘说一切有部。小乘佛教注重四谛、八正道，用戒、定、慧，即持戒、禅定和智慧，达到修行的目的。初创期洞窟的壁画就直接反映了与禅修有关的题材内容。大像窟后室涅槃佛上方的飞天和伎乐天造型粗犷，体态拙朴，但很有气势，有力地烘托了涅槃的氛围。初创期的壁画中已经出现了供养人的形象。此时期的供养人大多绘在主室前壁或画面下方，人物比例小，且多为跪式，反映出供养人在洞窟中的地位较低。
发展期（4世纪中～5世纪末）是龟兹石窟艺术模式主要特征形成的时期。相关洞窟为38、76、83、84、114、12、32、171、172窟。这时的绘画风格已向本地区民族化的方向发展。人物头部较圆，额骨宽扁，五官集中，具有龟兹人的头型特征。人物身材比例匀称，双腿修长。晕染法的强调与细腻是这个时期绘画技法的特点。随着中心柱窟的出现，菱格画成为主室窟顶的基本构图形态。题材内容更加丰富，本生故事、因缘故事大量出现，是壁画的主要表现题材。天相图是这个时期中心柱窟主室顶部中脊部位的流行题材。涅槃内容较前期有所扩展。供养人的地位有所提高，一般绘在中心柱窟前室两侧壁的下部，并且从初创期的跪式发展成立式。
繁盛期（公元6～7世纪），相关洞窟为80、110、212、81、184、186、199、207、60、161、189、100、205、69、8、34、101、104、196、219、3~17窟。繁盛期壁画的绘画风格继承和发展了发展期形成的龟兹本地民族传统。人物形态已完全龟兹化：面部更为丰圆，鼻梁挺直，与嘴唇靠近。人体造型曲线即“三屈法式”增强，这可能受印度笈多佛教美术的影响。人物服饰更加华丽，衣物有轻柔透明。
衰落期（公元8～9世纪中）有壁画的洞窟是：129、135、197、227、180、229。这个时期壁画的主要特征是千佛、化佛题材大量涌现，其他题材剧减或消失。洞窟规模日趋小型，绘画技法简略粗糙，用色单调少变。